# Frogger's Adventures: Temple of the Frog
Frogger's Adventures: Temple of the Frog est un jeu vidéo de plates-formes développé par Konami Software Shanghai et édité par Konami, sorti en 2001 sur Game Boy Advance.